# Aldo Bobadilla
Aldo Antonio Bobadilla Ávalos (* 20. April 1976 in Pedro Juan Caballero) ist ein ehemaliger paraguayischer Fußballspieler und heutiger -trainer. Er nahm mit der paraguayischen Nationalmannschaft an den Fußball-Weltmeisterschaften 2006 und 2010 teil.

## Spielerkarriere

### Verein
Der 1,92 m große Torwart begann seine Karriere 1997 bei Cerro Porteño in Paraguay und wechselte 2005 zu Gimnasia y Esgrima de La Plata in Argentinien. 2006 kehrte er wieder nach Paraguay zurück und spielte für Libertad Asuncion. Zur Saison 2006/07 wurde Bobadilla vom argentinischen Meister Boca Juniors aus Buenos Aires verpflichtet, um ein Jahr später zu Independiente Medellín nach Kolumbien zu wechseln. Nach weiteren drei Jahren wurde er zur Spielzeit 2010/2011 vom SC Corinthians aus São Paulo verpflichtet. Dort kam er nicht zum Einsatz und kehrte Anfang 2011 nach Paraguay zurück, wo er sich dem Club Olimpia anschloss. Zum Ende der Spielzeit beendete er seine Laufbahn.
Bobadilla wurde im Laufe seiner Karriere viermal paraguayischer und einmal kolumbianischer Meister. 2007 konnte er zudem mit den Boca Juniors den südamerikanischen Kontinentalwettbewerb Copa Libertadores gewinnen.

### Nationalmannschaft
Seine Nationalmannschaftskarriere begann 1999 mit einem Länderspiel gegen Guatemala. Für die Fußball-Weltmeisterschaft 2006 wurde er als Torhüter Nummer zwei in Paraguays Kader berufen. Stammkeeper Justo Villar verletzte sich jedoch schon nach wenigen Minuten im ersten WM-Spiel, so dass Bobadilla wider Erwarten zum Einsatz kam. In den drei Vorrundenspielen musste er nur noch ein Gegentor hinnehmen, schied aber dennoch mit Paraguay als Gruppendritter hinter England und Schweden aus.
2007 nahm Bobadilla zum einzigen Mal an einer Copa América teil. Erneut musste er ab dem zweiten Gruppenspiel den verletzten Villar ersetzen. Im Viertelfinalspiel gegen Mexiko wurde er nach einem Foul bereits in der dritten Minute vom Platz gestellt, sodass der dritte Torhüter Joel Zayas eingewechselt werden musste. Das Spiel ging 0:6 verloren.
Auch 2010 nahm Bobadilla an der Weltmeisterschaft in Südafrika teil. Beim mit dem Viertelfinaleinzug besten Abschneiden Paraguays bei einer Weltmeisterschaft blieb er diesmal als Torhüter Nummer drei jedoch ohne Einsatz. Nach der Weltmeisterschaft gehörte er nicht mehr der Nationalmannschaft an. Insgesamt absolvierte er 18 Länderspiele.

## Trainerkarriere
Nach seiner aktiven Karriere war Bobadilla als Trainer bei verschiedenen Vereinen in Paraguay tätig. 2019 bis 2020 trainierte er seinen ehemaligen Verein Independiente Medellín aus Kolumbien und war danach bei Jugendnationalmannschaften von Paraguay an der Seitenlinie. Nach zwei Engagements bei Tacuary übernahm er 2024 Sportivo Ameliano.

## Erfolge

### Als Spieler
- Paraguayischer Fußballmeister: 2001, 2004 (jeweils mit Club Cerro Porteño), 2006 (Libertad Asunción), 2011 (Apertura mit Olimpia Asunción)
- Kolumbianischer Fußballmeister: 2009 (Independiente Medellín)
- Sieger der Copa Libertadores: 2007 (Boca Juniors)

### Als Trainer
- Kolumbianischer Pokalsieger: 2019 (Independiente Medellín)[2]